# Manolo Cintrón
Manuel Cintrón Vega, detto Manolo (Ponce, 4 gennaio 1963), è un ex cestista e allenatore di pallacanestro portoricano.

## Carriera
Da allenatore ha guidato Porto Rico ai Campionati mondiali del 2010 e a due edizioni dei Campionati americani (2007, 2009).